# 井上祐貴
井上 祐貴（いのうえ ゆうき、1996年6月6日 - ）は、日本の俳優。広島県広島市出身。ホリプロ所属。

## 略歴
2017年、大学3年生の時に第42回ホリプロタレントスカウトキャラバンに友人の推薦で応募し、審査員特別賞を受賞。同年にホリプロ所属。
2018年、ミュージカル『ピーターパン』で俳優デビュー。2019年、特撮ドラマ『ウルトラマンタイガ』で工藤ヒロユキ役として初主演を果たす。

## 人物
3人兄弟の長兄で、弟が2人いる。特技はサッカー・フットサル・水泳・料理・ムーンウォーク。趣味は筋トレ・ジョギング・自転車・サウナ・DIY・読書・ゲーム・映画鑑賞・ドラマ鑑賞・舞台鑑賞。憧れの俳優は小栗旬。

## 出演
※太字は主演。

### テレビドラマ
- おしい刑事（2019年5月26日、NHK BSプレミアム） - 大原健太郎 役[10]
- ウルトラマンタイガ（2019年7月6日 - 12月28日、テレビ東京） - 主演・工藤ヒロユキ 役[6]
- ひまわりっ 〜宮崎レジェンド〜（2020年6月1日 - 12日、テレビ宮崎） - 興梠健⼀ 役[11]
  - ひまわりっ 〜宮崎レジェンド2〜（2022年5月16日 - 5月27日）[12]
- 13（2020年8月1日[注 1] - 22日、東海テレビ・フジテレビ） - 日置歩 役[16]
- だから私はメイクする 第4話・最終話（2020年10月29日・11月12日、テレビ東京） - 吉成蒼 役[17]
- 赤ひげ3 第5回（2020年11月20日、NHK BSプレミアム） - 太一 役
- ホリミヤ 第3話 - 最終話（2021年3月3日 - 31日、MBS・TBS） - 進藤晃一 役[18]
- サウナぼっち。 第9話（2021年7月23日、RCCテレビ）[19]
- 痴情の接吻 第4話 ｰ 最終話（2021年8月8日 - 9月27日、朝日放送テレビ） - 鈴木岳 役[20]
- 群青領域 第3話 - 最終話（2021年11月5日 - 12月24日、NHK総合） - 火野裕介 役[21]
- めざましドラマ「めぐる。」（2021年12月6日 - 12月17日、フジテレビ） - 配達員 役[22]
- 夜ドラ「卒業タイムリミット」（2022年4月4日 - 5月12日、NHK総合）- 主演・黒川良樹 役[23][24]
- イケメン共よ メシを喰え（2022年7月10日 - 9月25日、テレビ大阪・BSテレビ東京） - 細見賢人 役[25]
- フューチャー!フューチャー!（2022年7月19日 - 2023年1月17日、中国放送）- シンイチ 役
- silent（2022年10月6日 - 2022年12月22日、フジテレビ） - 野本拓実 役[26]
- やっぱそれ、よくないと思う。（2023年1月6日、テレビ朝日） - 池照海 役[27]
- 花嫁未満エスケープ 完結編（2023年1月7日 - 1月28日、テレビ東京） - 作良亮介 役[28]
- 大奥「8代・徳川吉宗×水野祐之進 編」第1回（2023年1月10日、NHK総合） - 柏木 役[29]
- unknown（2023年4月18日 - 6月13日、テレビ朝日） - 闇原漣 役[30]
- にがくてあまい（2023年4月20日 - 6月22日、東海テレビ） - 片山渚 役[31]
- 何曜日に生まれたの（2023年8月6日 - 10月8日、朝日放送テレビ・テレビ朝日） - 江田悠馬 役[32]
- 大河ドラマ（NHK）
  - どうする家康 第44回 - 最終回（2023年11月19日 - 12月17日） - 本多正純 役[33]
  - べらぼう〜蔦重栄華乃夢噺〜 第29回 - （2025年8月3日 - ） - 松平定信 役[34][35]
- マルス-ゼロの革命-（2024年1月23日 - 3月19日、テレビ朝日） - 二瓶久高 役[36]
- 連続テレビ小説 虎に翼（2024年8月13日 - 9月27日、NHK）- 星朋一 役[37]
- ザ・トラベルナース 第2話（2024年10月24日、テレビ朝日） - 二宮正男 役[38]
- 地獄の果てまで連れていく（2025年1月14日 - 3月25日、TBS） - 花井誠 役[39]
- 明日、輝く（2025年3月17日、NHK総合） - 主演・新野亮介 役[40]
- 看守の流儀（2025年6月21日、テレビ朝日） - 西門隆介 役[41]

### 映画
- ニセコイ（2018年12月21日、東宝）[5]
- 劇場版 ウルトラマンタイガ ニュージェネクライマックス（2020年8月7日[注 2]、松竹ODS事業室） - 主演・工藤ヒロユキ 役[43]
- NO CALL NO LIFE（2021年3月5日、アークエンタテインメント） - 主演・春川真洋 役[注 3][44]
- Bittersand（2021年6月25日、ラビットハウス） - 主演・吉原暁人 役[45]
- 明け方の若者たち（2021年12月31日、パルコ） - 古賀尚人 役[46][47]
- 僕らは人生で一回だけ魔法が使える（2025年2月21日、ポニーキャニオン） - ハルヒ 役[48]

### 舞台
- ミュージカル『ピーターパン』（2018年7月22日 - 8月1日、東京国際フォーラム ホールC / 8月12日、梅田芸術劇場 メインホール / 8月22日・23日、金沢歌劇座 / 8月25日・26日、御園座） - 海賊マリンズ 役[49]
- 奇跡の人（2022年5月18日 - 6月5日、東京芸術劇場プレイハウス / 6月8日 - 12日、梅田芸術劇場シアター・ドラマシティ） - ジェイムズ・ケラー 役[50]
- 彩の国シェイクスピア・シリーズ2nd Vol.2『マクベス』（2025年5月8日 - 25日、彩の国さいたま芸術劇場 大ホール） - マルカム 役[51]

### CM
- バンダイ「DXタイガスパーク」（2019年）
- バンダイ「DXウルトラマンタイガ フォトンアースキーホルダー」（2019年）
- 江崎グリコ「じゃんけんグリコ2020」（2020年）[52]
- カネボウ化粧品 スイサイ ビューティクリア ブラック パウダーウォッシュ（2021年）[53]

### MV
- とけた電球「ふたりがいい」（2021年）[54]
- Novelbright「ハミングバード」（2021年）[55]

### 玩具
- ウルトラマンタイガ DXニュージェネレーションアイ（2020年2月） - 工藤ヒロユキ 役

### 配信ドラマ
- 10年前の放課後〜私のこと、どう思ってる?〜編・〜拳と拳の戦い〜編（2023年8月27日・9月3日配信予定、TVer・ABEMA） - 江田悠馬 役[56]

### その他
- JFA第44回全日本U-12サッカー選手権大会（2020年） - 応援サポーター[57][58]

### 写真集
- 1st写真集 いま（2023年2月3日、KADOKAWA）ISBN 978-4-04-897503-2[59]